# Annual Reviews
«Annual Reviews» — американское издательство книг и журналов, основанное в 1932 году. Расположено в Пало-Альто (Калифорния).
Является некоммерческим академическим издательством, печатающим около 40 серий (журналов, ежегодников), публикующих крупные обзорные статьи о достижениях в области естественных и социальных наук. Более половины из этих журналов имеют высочайший уровень цитирования по Импакт-фактор (Science Citation Index), занимая первые места в своих категориях наук. 

## История
Первой серией в 1932 году стал ежегодник Annual Review of Biochemistry. Основателем издательства был профессор J. Murray Luck (1899-1993; Stanford University). 
В 1996 году все журналы и ежегодники стали доступны в интернете, а с 2004 года большинство печатных изданий стали выходить в цвете.

## Список журналов
В скобках указан год выхода первого выпуска каждой серии:  
A
- Annual Review of Analytical Chemistry (2008)
- Annual Review of Anthropology (1972)
- Annual Review of Astronomy and Astrophysics (1963)

B
- Annual Review of Biochemistry (1932)
- Annual Review of Biomedical Engineering (1999)
- Annual Review of Biophysics (ранее Biophysics and Biomolecular Structure) (1972)

C
- Annual Review of Cell and Developmental Biology (1985)
- Annual Review of Chemical and Biomolecular Engineering (scheduled for 2010)
- Annual Review of Clinical Psychology (2005)
- Annual Review of Computer Science (1986-1990)
- Annual Review of Condensed Matter Physics (scheduled for 2010)

E
- Annual Review of Earth and Planetary Sciences (1973)
- Annual Review of Ecology, Evolution, and Systematics (ранее Ecology and Systematics) (1970)
- Annual Review of Economics (2009)
- Annual Review of Entomology (1956)
- Annual Review of Environment and Resources (ранее Energy and the Environment) (1976)

F
- Annual Review of Financial Economics (2009)
- Annual Review of Fluid Mechanics (1969)
- Annual Review of Food Science and Technology (scheduled for 2010)

G
- Annual Review of Genetics (1967)
- Annual Review of Genomics and Human Genetics (2000)

I
- Annual Review of Immunology (1983)

L
- Annual Review of Law and Social Science (2005)

M
- Annual Review of Marine Science (2009)
- Annual Review of Materials Research (1971)
- Annual Review of Medicine (1950)
- Annual Review of Microbiology (1947)

N
- Annual Review of Neuroscience (1978)
- Annual Review of Nuclear and Particle Science (1952)
- Annual Review of Nutrition (1981)

P
- Annual Review of Pathology: Mechanisms of Disease (2006)
- Annual Review of Pharmacology and Toxicology (1961)
- Annual Review of Physical Chemistry (1950)
- Annual Review of Physiology (1939)
- Annual Review of Phytopathology (1963)
- Annual Review of Plant Biology (ранее Plant Physiology and Plant Molecular Biology) (1950)
- Annual Review of Political Science (1998)
- Annual Review of Psychology (1950)
- Annual Review of Public Health (1980)

R
- Annual Review of Resource Economics (2009)

S
- Annual Review of Sociology (1975)

## Адрес
Annual Reviews, 4139 El Camino Way, Palo Alto, CA 94306, США